# بريان تورنر (شيف)
بريان جيمس تيرنر هو طباخ وكاتب بريطاني (من مواليد 7 مايو 1946) من لندن. ظهر على قناة بي بي سي 2 في برنامج طهي ثابت جاهز سنة 1994، كما أنه ظهر في برامج عديدة منها برنامج على مطبخ السبت والعديد من برامج الطبخ الأخرى.

## حياة مهنية
تيرنر وُلد في هاليفاكس، ويوست رايدينغ أوف يوركشاير. في بداية مسيرته المهنية، كان مرشده الكاتب والمذيع في مجال الطعام ميشيل سميث. درب تيرنر في عدة فنادق ومطاعم، بما في ذلك سيمبسونز في ستراند وسافوي جريل، تحت إشراف ريتشارد شيبرد. عاد تيرنر إلى بريطانيا للعمل في كلاريدجز، وفي عام 1971 في فندق العاصمة حقق نجاحًا مع ريتشارد شيبرد بنجمة ميشلان. في أوائل عام 1973، قضى بعض الوقت كمحاضر طهاة، ثم تولى تيرنر المسؤولية كرئيس الطهاة في عام 1975 بعد رحيل شيبرد، وأطلق مطعم الدفيئة وبار مترو واين. من بين الطهاة الذين عملوا معه في العاصمة كانوا غاري رودس وشون هيل.
في عام 1986، افتتح تيرنر مطعمه الخاص "تيرنرز" في وولتون ستريت، نايتسبريدج، لندن، وأداره حتى عام 2001 حيث تم بيعه. في فبراير 2002، افتتح مطعم برايان تيرنر في فندق كراون بلازا في إن إي سي ببرمنغهام، وفي أبريل 2003 أطلق برايان تيرنر مايفير في فندق ميلينيوم، لندن. في يناير 2005، تم افتتاح مطعم تيرنرز غريل في فندق كوبثورن سلاف وندسور. أغلق برايان تيرنر مايفير في نهاية يوليو 2008، ليحل محله مطعم إيطالي غير مرتبط بتيرنر.حالياً، يعمل تورنر كطاهٍ استشاري في بار نبيذ ومطعم في جنوب إفريقيا يُدعى في فا باشوز

## العمل التلفزيوني
بريان جيمس عمل لسنوات عديدة كطاهٍ مقيم في تلفزيون غرناطة في برنامج "هذا الصباح [الإنجليزية]". كان ضيفًا منتظمًا في برنامج "ريدي ستيدي كووك" على بي بي سي 2 ابتداءً من عام 1994، وشارك في تقديم برامج طبخ أخرى، بما في ذلك سلسلة خاصة به على بي بي سي تحمل عنوان "أي شيء يمكنك طهيه". في السنوات الأخيرة، ظهر تيرنر في عدة برامج تلفزيونية مثل "مثالي" على بي بي سي 1، وبرنامج "مطبخ السبت"، و"طعم بريطانيا" مع جانيت ستريت بورتر في عام 2014، و"الحياة على طبق" في عام 2015، وأيضًا في صباح السبت على قناة جيمس مارتن في عام 2021. شارك في تحدي الطهاة اليومي حيث قدم أطباقًا مختلفة لضيف مشهور. ظهر في ركن القاموس في مايو 2019، وعاد إلى التلفزيون كطاهٍ ضيف في عرض جيمس مارتن [الإنجليزية] صباح يوم السبت في 14 يناير 2023، حيث كشف عن تعرضه لجلطة دماغية في يونيو 2022. وشكر المستشفى اللندني الذي عالجه وطلب من المشاهدين أن يفهموا تأثير هذا على طريقة كلامه. في العرض، وصفه جيمس مارتن بأنه "والده التلفزيوني").

## الجوائز والتكريم
1. في عام 1997، حصل تيرنر على جائزة "Craft Guild of Chef's Special Award" لتقديرها لإنجازاته المميزة في مجال الطهي. كما فاز بجائزة "Caterer Catey Award" باعتباره "شيف العام"، بالإضافة إلى "جائزة Wedgwood" كتكريم لخدماته المتميزة في صناعة الضيافة.[9]
2. نال درجة الأستاذية الفخرية من جامعة تيمز فالي نتيجة لعمله وتفانيه في دعم كلية لندن للسياحة والضيافة والترفيه، وفي تعزيز تعليم فنون تقديم الطعام على نحو عام.
3. في 15 يونيو 2002، حصل تيرنر على وسام رتبة الإمبراطورية البريطانية لخدماته في مجال السياحة والتدريب في مجال تقديم الطعام في عيد ميلاد الملكة.
4. في عام 2006، حصل تيرنر على الدكتوراه الفخرية من جامعة ليدز متروبوليتان تقديرًا لخدماته في مجال الضيافة والتموين. يعتبر خريجًا سابقًا من كلية ليدز لتكنولوجيا الأغذية (التي كانت جزءًا سابقًا من جامعة ليدز متروبوليتان).[10]
5. في عام 2008، نال تيرنر الدكتوراه الفخرية من جامعة شيفيلد هالام تقديرًا لخدماته المتميزة في مجال تقديم الطعام.[11]

## روابط خارجية
- موقع بريان تيرنر
- وصفات بريان تيرنر